# Zygmuntowo (powiat nowotomyski)
Zygmuntowo – osada w Polsce położona w województwie wielkopolskim, w powiecie nowotomyskim, w gminie Lwówek.
W okresie Wielkiego Księstwa Poznańskiego (1815-1848) miejscowość wzmiankowana jako folwark Zygmuntowo należał do wsi mniejszych w ówczesnym powiecie bukowskim, który dzielił się na cztery okręgi (bukowski, grodziski, lutomyślski oraz lwowkowski). Folwark Zygmuntowo należał do okręgu lwowkowskiego i stanowił część majątku Brody, którego właścicielem był wówczas Konstanty Szczaniecki. W skład majątku Brody wchodziło łącznie 5 wsi (Brody, Helena, Brodki, folwarki: Marszewo i Zygmuntowo). Według spisu urzędowego z 1837 roku Zygmuntowo liczyło 18 mieszkańców, które zamieszkiwały jeden dym (domostwo).
W latach 1975–1998 miejscowość administracyjnie należała do województwa poznańskiego.